# Люлин, Павлин Алексеевич
Павлин Алексеевич Люлин (1914—1974) — Гвардии сержант Рабоче-крестьянской Красной Армии, участник Великой Отечественной войны, Герой Советского Союза (1945).

## Биография
Павлин Люлин родился 17 мая 1914 года в деревне Лобаново (ныне — Нерехтский район Костромской области). После окончания начальной школы работал сначала в родительском хозяйстве, затем в колхозе. В 1936—1938 годах Люлин проходил службу в войсках НКВД СССР. Демобилизовавшись, вернулся в Лобаново, после окончания курсов трактористов работал механизатором. В июне 1941 года Люлин повторно был призван в армию и направлен на фронт Великой Отечественной войны.
К январю 1945 года гвардии сержант Павлин Люлин был механиком-водителем танка 1-го танкового батальона, 49-й гвардейской танковой бригады, (12-го гвардейского танкового корпуса, 2-й гвардейской танковой армии, 1-го Белорусского фронта). Отличился во время освобождения Польши. Взвод Люлина переправился через Пилицу и принял активное участие в боях за захват и удержание плацдарма на её западном берегу. Во время наступления под Блендувом танк Люлина был подбит и загорелся, а сам танкист получил тяжёлое ранение, но не бросил машину и успешно завёл её и спас от уничтожения.
Указом Президиума Верховного Совета СССР от 27 февраля 1945 года за «образцовое выполнение заданий командования и проявленные мужество и героизм в боях с немецкими захватчиками» гвардии сержант Павлин Люлин был удостоен высокого звания Героя Советского Союза с вручением ордена Ленина и медали «Золотая Звезда» за номером 5717.
После окончания войны Люлин был демобилизован. Проживал в родной деревне, работал бригадиром тракторной бригады, механизатором в колхозе. Скончался 22 февраля 1974 года.

## Награды
Был также награждён орденом Красной Звезды и рядом медалей.

## Память
Его имя увековечено на мемориалах в Нерехте и селе Татарском.